# Valdilecha
Valdilecha – miasto w Hiszpanii we wspólnocie autonomicznej Madryt, leżące w odległości 44 km od Madrytu. Miejscowość turystyczna z licznymi gospodarstwami agroturystycznymi.